# Armenbus

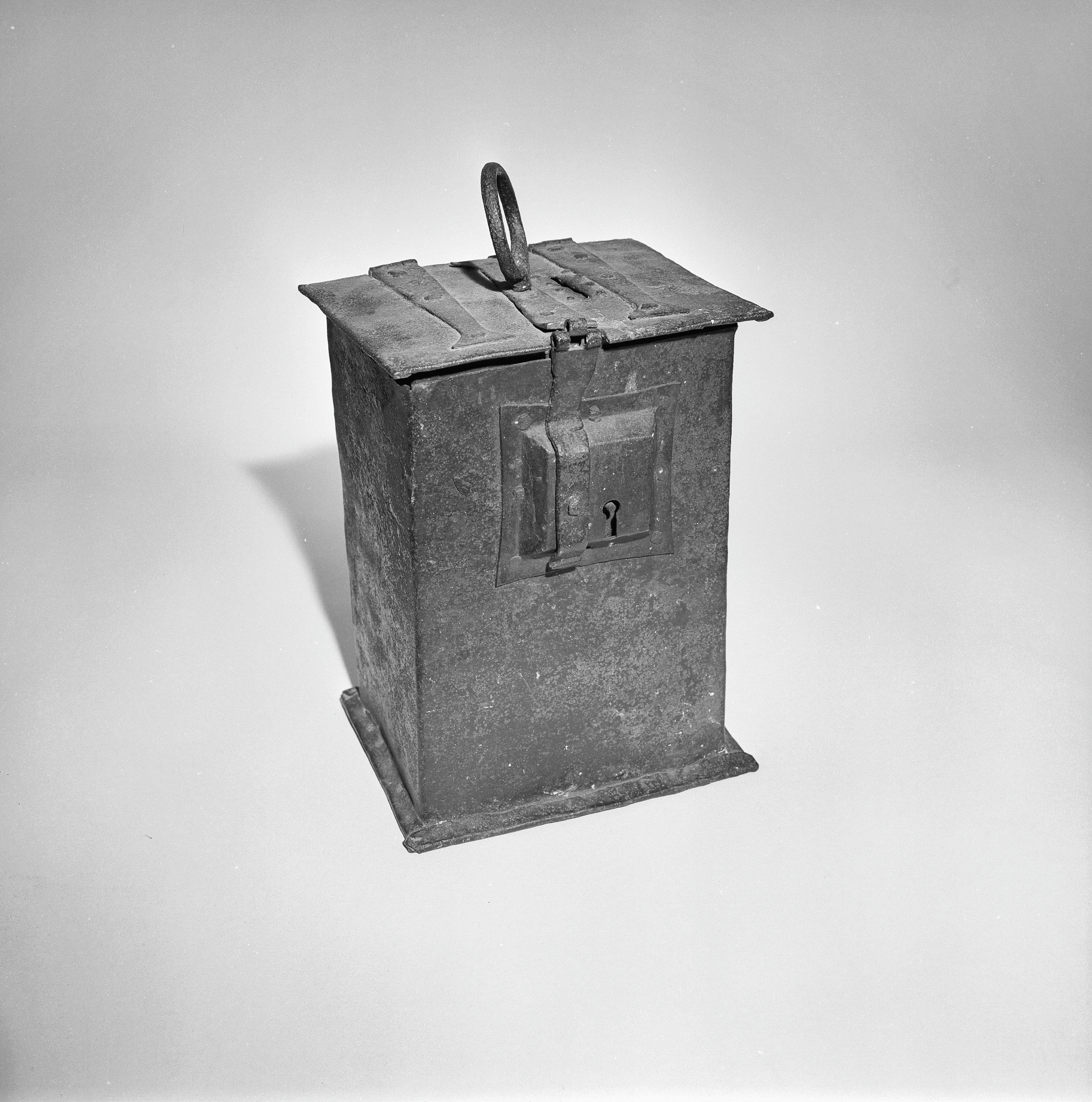

Armenbussen waren kassen voor onderlinge bijstand binnen gilden en corporaties in het laatmiddeleeuwse en vroegmoderne Noord-West-Europa. Ze werkten volgens het verzekeringsprincipe en verstrekten een klein vervangingsinkomen aan leden die door ziekte niet in staat waren te werken. Deze vorm van armen- en ziekenzorg bestond met name in de Nederlanden en in Engeland. Het was een formalisering van eerdere systemen en vanaf de 16e eeuw kreeg het een meer verplicht karakter. Een voorbeeld is de armenbus van de Antwerpse Sint-Lucasgilde, opgericht in 1538. Vaak waren binnen de gilden busmeesters aangesteld om de kas te besturen en te waken over de bijdragen. 